# Taekwondo en los Juegos del Pacífico 2019
El Taekwondo en los Juegos del Pacífico 2019 se llevó a cabo del 16 al 19 de julio en el Falaeta Sports Complex en Apia, Samoa.

## Resultados

### Masculino
| Evento  | Oro                           | Plata                            | Bronce                                                     | Ref         |
| ------- | ----------------------------- | -------------------------------- | ---------------------------------------------------------- | ----------- |
| −54 kg  | Mackenzie Singleton Australia | Bobby Willie Papúa Nueva Guinea  | Cole Krech-Watene Nueva Zelanda Betaroni Tiaontin Kiribati | [ 2 ] [ 3 ] |
| −58 kg  | Safwan Khalil Australia       | Finn Olsen-Hennesy Nueva Zelanda | Leon Ho Guam Ian Tasso Vanuatu                             | [ 4 ]       |
| −63 kg  | Damon Cavey Australia         | Steven Tommy Papúa Nueva Guinea  | Joseph Ho Guam Sione Tauataina Tufi Tonga                  | [ 2 ]       |
| −68 kg  | Thomas Afonczenko Australia   | Nakibwae Kanimisu Kiribati       | Dorian Mejri Nueva Caledonia Apisai Baleloa Karuru Fiyi    | [ 2 ]       |
| −74 kg  | Leon Sejranovic Australia     | Alexander Allen Guam             | Malua Tongatapu Puti Kiribati Alex Ryder Nueva Zelanda     | [ 2 ]       |
| −80 kg  | Jack Marton Australia         | Max Watene Nueva Zelanda         | Viliami Moala Tonga Sakiusa Tuva Fiyi                      | [ 2 ]       |
| -87 kg  | Moala Takelo Samoa            | Fred Gwali Islas Salomón         | Josefa Otterbach Fiyi (Solo hubo 3 participantes)          | [ 2 ]       |
| +87 kg  | Alan Salek Australia          | Kaino Thomsen Samoa              | Tekiteki Ngahe Tonga Pranit Kumar Fiyi                     | [ 2 ]       |
| Equipos | Tonga                         | Samoa                            | Islas Salomón · Kiribati                                   | [ 5 ]       |

### Femenino
| Evento  | Oro                          | Plata                             | Bronce                                                   | Ref   |
| ------- | ---------------------------- | --------------------------------- | -------------------------------------------------------- | ----- |
| −46 kg  | Serena Stevens Australia     | Rose Mary Tona Papúa Nueva Guinea | Shandrea Nualu Islas Salomón (Solo hubo 3 participantes) | [ 4 ] |
| −49 kg  | Tamzin Christoffel Australia | Anegha Narayan Fiyi               | (Solo hubo 2 participantes)                              | [ 4 ] |
| −53 kg  | Yasmina Hibic Australia      | Tierra-Lynn Chargualaf Guam       | Lindsay Gavin Nueva Caledonia Cecilia Vili Magele Samoa  | [ 4 ] |
| −57 kg  | Carmen Marton Australia      | Amber Toves Guam                  | Janet Kevo Islas Salomón · Stella Bismark Nueva Zelanda  | [ 4 ] |
| −62 kg  | Rebecca Murray Australia     | Taumaia Mavaeao Samoa             | Malia Pasika Tonga Victoria Arsapin Nueva Zelanda        | [ 4 ] |
| −67 kg  | Ruth Hock Australia          | Emily Kwoaetolo Islas Salomón     | (Solo hubo 2 participantes)                              | [ 4 ] |
| −73 kg  | Chelsea Hobday Australia     | Chelsea Hobday Australia          | Ganó por dafault. Única participante.                    | [ 4 ] |
| +73 kg  | Reba Stewart Australia       | Taylor Shaw Nueva Zelanda         | Monica Maunia Islas Salomón (Solo hubo 3 participantes)  | [ 4 ] |
| Equipos | Tonga                        | Samoa                             | Islas Salomón (Solo hubo 3 participantes)                | [ 5 ] |